# Het Heijderbos
Het Heijderbos is een bungalowpark in Heijen in Nederlands-Limburg. Het park wordt geëxploiteerd door Center Parcs.

## Geschiedenis
In 1986 opende de bungalowparkketen Center Parcs dit bungalowpark. Het park is het eerste park van Center Parcs dat een wildwaterbaan in het subtropische zwemparadijs heeft. Al in 1987 onderging het bungalowpark een vernieuwing. Zo werd onder meer het parkcentrum overdekt.
In de periode 1996-1998 werden alle parken van Center Parcs vernieuwd, zo ook het Heijderbos. Op het park werd de Jungle Dome geïntroduceerd, waar men zich kan verpozen in een nagebootst oerwoud.
Ook werden de bungalows vernieuwd, die bij Center Parcs cottages genoemd worden. Sinds die periode bestaat er de mogelijkheid te kiezen tussen verschillende typen cottages, onderverdeeld naar serviceklasse. Het Heijderbos behoort tot de meest luxe parken van Center Parcs.
In juni 2016 werd de koepel van de Aqua Mundo vervangen. Daarvoor werd het park ongeveer drie weken gesloten. Tevens vonden er schilderwerkzaamheden plaats in de Aqua Mundo.
In 2019 werd een renovatie aangekondigd. De cottages en de Aqua Mundo zullen tussen 2020 en 2023 vernieuwd worden.

## Bijzonderheden
- Dit park heeft de snelste wildwaterbaan van heel Center Parcs.
- De Jungle Dome van het Heijderbos heeft een samenwerking met het Wereld Natuur Fonds.

## Fotogalerij

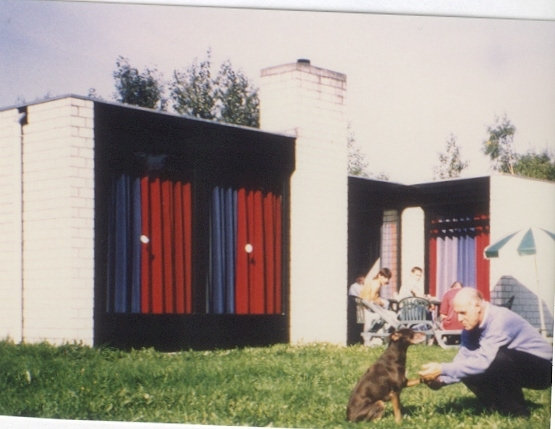
Een bungalow op het Heijderbos, 1994
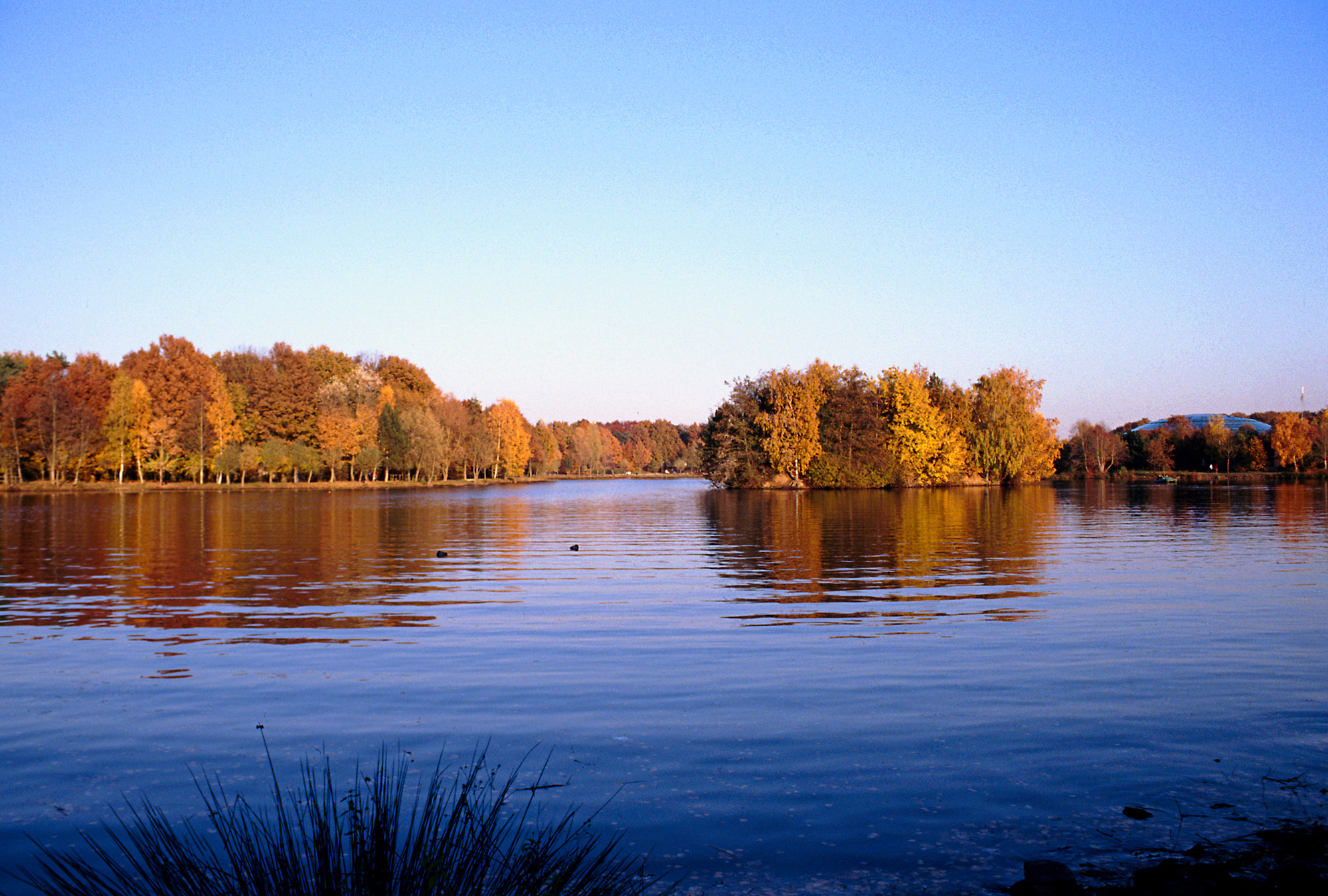
Zicht op het meer
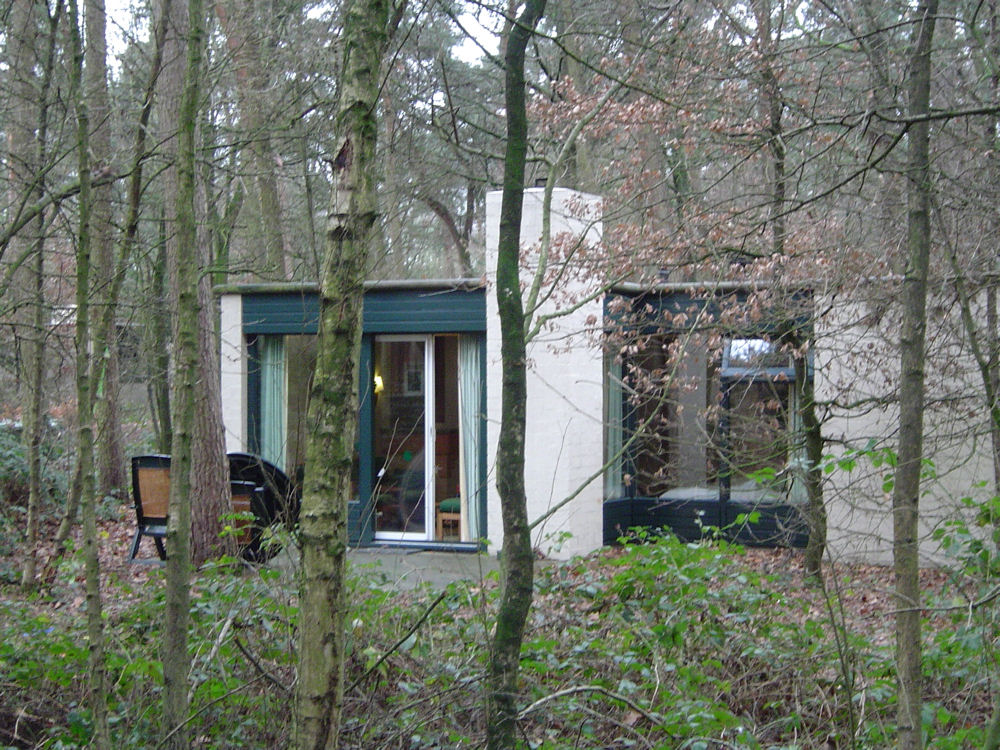
Cottage